# 扬子江WG6101EH城市客车
扬子江WG6101EH型城市公交客车，是东风扬子江汽车（武汉）有限责任公司生产的城市公交客车。最高时速80（89）km/h，于2006年开始生产，总重14.1吨。燃料为柴油。

## 设计
WG6101EH采用东风汽车公司生产的“东风”EQ6101KRD底盘，使用后置发动机以及后轮驱动的模式。总长10500mm（或10560mm），排量为7127ml（或7800ml、6494ml）。